# ماهر صديق البيئة
ماهر صديق البيئة، (بالإنجليزية: Maher the environment friend)، هو مسلسل رسوم متحركة، رسومات ثنائية الأبعاد، قامت بإنتاجه شركة ماجيك سيليكشن الكويت - مصر.

## قصة المسلسل
العمل يعالج القضايا البيئية من مختلف النواحي البرية والبحرية وهو موجه للأطفال من عمر 8 سنوات وحتى عمر 15 سنة، وهو يوضح للطفل أهمية المحافظة على البيئة.
العمل يعتمد على المواقف والمؤثرات الموسيقية والصوتية بالإضافة إلى الحوار ضمن إطار كوميدي ترفيهي. مدة الحلقة 15 دقيقة. أنتج عام 2010.